# ムーア郡 (テキサス州)
ムーア郡（ムーアぐん、英: Moore County）は、アメリカ合衆国テキサス州の北部に位置する郡である。2010年国勢調査での人口は21,904人であり、2000年の20,121人から8.9%増加した。郡庁所在地はデュマス市（人口14,691人）であり、同郡で人口最大の都市でもある。郡名はテキサス共和国海軍の指揮官だったエドウィン・ウォード・ムーアにちなんで名付けられた。
ムーア郡はその全体でデュマス小都市圏を構成している。
ムーア郡の歴史はデュマス市にあるウィンドウズ・オブ・プレーンズ博物館で見ることができる。

## 地理
アメリカ合衆国国勢調査局に拠れば、郡域全面積は910平方マイル (2,356 km2)であり、このうち陸地900平方マイル (2,330 km2)、水域は10平方マイル (26 km2)で水域率は1.09%である。

### 主要高規格道路

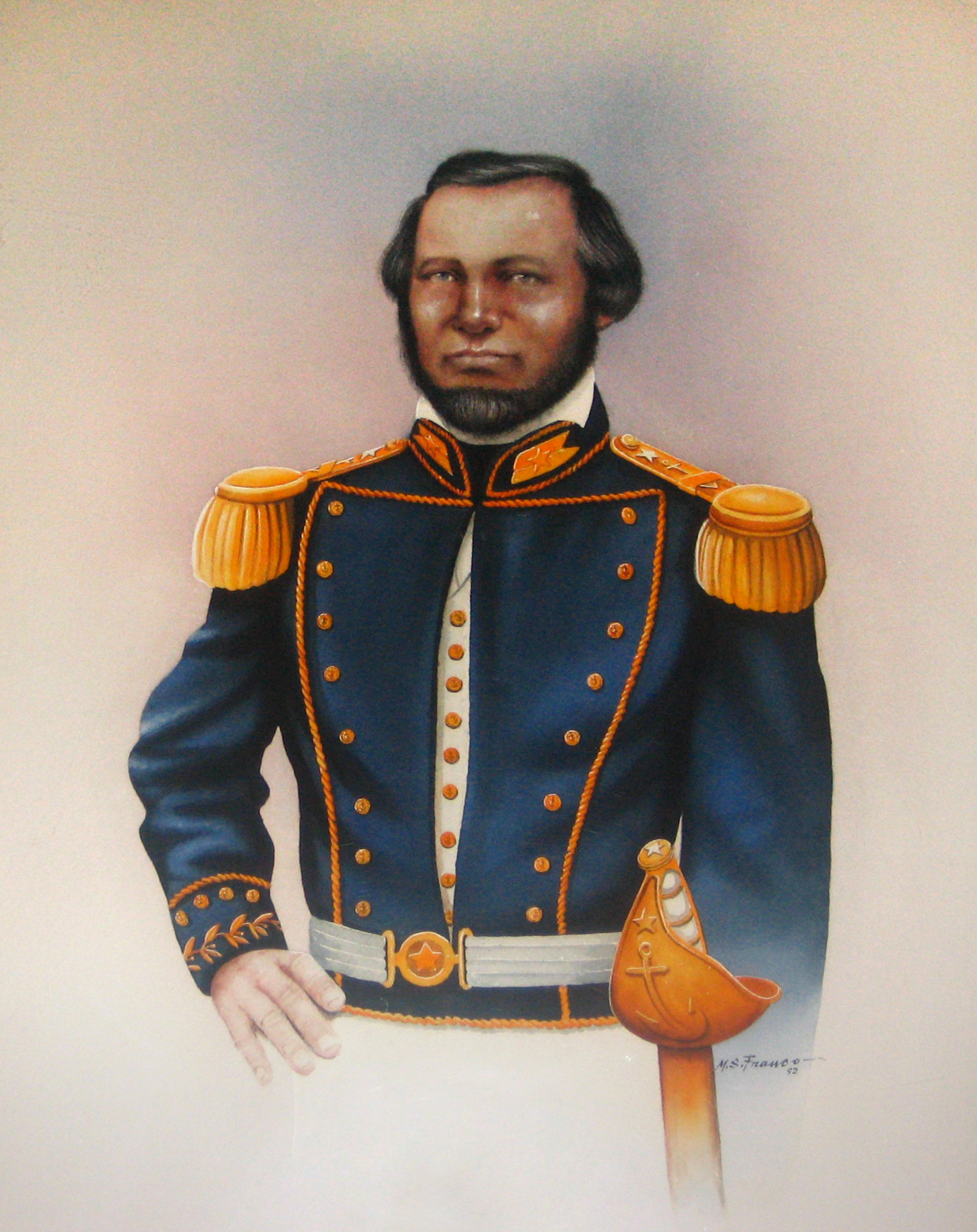
エドウィン・ウォード・ムーア（1810年-1865年）の肖像画、ムーア郡庁舎蔵。ムーア郡の郡名の元になった人物

- アメリカ国道87号線
- アメリカ国道287号線
- テキサス州道152号線

### 隣接する郡
- シャーマン郡 - 北
- ハッチンソン郡 - 東
- カーソン郡 - 南東
- ポッター郡 - 南
- オールダム郡 - 南西
- ハートリー郡 - 西

### 国立保護地域
- メレディス湖国立レクリエーション地域（部分）

## 人口動態
以下は2000年の国勢調査による人口統計データである。
| 基礎データ - 人口: 20,121人 - 世帯数: 6,774 世帯 - 家族数: 5,331 家族 - 人口密度: 9人/km2（22人/mi2） - 住居数: 7,478軒 - 住居密度: 3軒/km2（8軒/mi2） 人種別人口構成 - 白人: 63.93% - アフリカン・アメリカン: 0.69% - ネイティブ・アメリカン: 0.67% - アジア人: 0.86% - 太平洋諸島系: 0.03% - その他の人種: 31.20% - 混血: 2.62% - ヒスパニック・ラテン系: 47.50% 年齢別人口構成 - 18歳未満: 33.6% - 18-24歳: 9.2% - 25-44歳: 28.4% - 45-64歳: 18.3% - 65歳以上: 10.6% - 年齢の中央値: 30歳 - 性比（女性100人あたり男性の人口） - 総人口: 100.6 - 18歳以上: 97.4 | 世帯と家族（対世帯数） - 18歳未満の子供がいる: 44.8% - 結婚・同居している夫婦: 65.1% - 未婚・離婚・死別女性が世帯主: 9.0% - 非家族世帯: 21.3% - 単身世帯: 18.2% - 65歳以上の老人1人暮らし: 8.3% - 平均構成人数 - 世帯: 2.94人 - 家族: 3.36人 収入と家計 - 収入の中央値 - 世帯: 34,852米ドル - 家族: 37,985米ドル - 性別 - 男性: 29,843米ドル - 女性: 19,383米ドル - 人口1人あたり収入: 15,214米ドル - 貧困線以下 - 対人口: 13.5% - 対家族数: 10.1% - 18歳未満: 18.1% - 65歳以上: 10.9% |

## 都市と町

### 都市
- カクタス
- デュマス - 郡庁所在地
- サンレイ

### 未編入の町
- マスターソン

## 政治
ムーア郡は堅い共和党の地盤である。2008大統領選挙では、ジョン・マケインに78.76%が投票し、対するバラク・オバマは20.65%だった。2004年大統領選挙では、テキサス州出身のジョージ・W・ブッシュが81.75%、ジョン・ケリーは17.93%だった。
テキサス州議会下院では、南に隣接するポッター郡（郡庁所在地はアマリロ市）と同一選挙区であり、共和党議員を選出している。アメリカ合衆国下院ではテキサス州第13選挙区に属し、やはり共和党議員を選出している。